# Chartographa convexa
Chartographa convexa är en fjärilsart som beskrevs av Alfred Ernest Wileman 1912. Chartographa convexa ingår i släktet Chartographa och familjen mätare. Inga underarter finns listade i Catalogue of Life.